# Foth
La C.F. Foth & Co. o Foth è stata un'azienda di macchine fotografiche nata a Berlino nel 1926. Essa ebbe un grande successo commerciale ed esportò la sua produzione in diversi paesi come gli USA, la Gran Bretagna e la Francia. Interruppe nel 1943 la sua produzione per colpa della Seconda guerra mondiale.

## Produzione
- Derby (I) 1931-1936. 127 film, 3x4cm, obbiettivo a soffietto, con mirino telescopico.
- Derby (I) Luxus
- Derby (II, w/CRF)
- Derby (II, w/o CRF)
- Derby (II) Luxus
- Derby (original) 1930-1931. 127 film, 24x26mm, con mirino telescopico e con obiettivo Anastigmat 50mm, f/3.5
- Derby (original) Luxus
- Errtee 1929. 120 film, 6x9cm
- Foth-flex (deluxe)
- Foth-flex (I)
- Foth-flex II
- Plate Camera
- Plate Camera Deluxe
- Rollfilm (obbiettivo a soffietto)
- Rollfilm (obbiettivo a soffietto) Luxus
- Rollfilm Plate
- Springkamera 1933-1934. 6x9cm con pellicola a rotolo, obbiettivo a soffietto nota come Celas As de Trèfle in Francia

## Galleria d'immagini

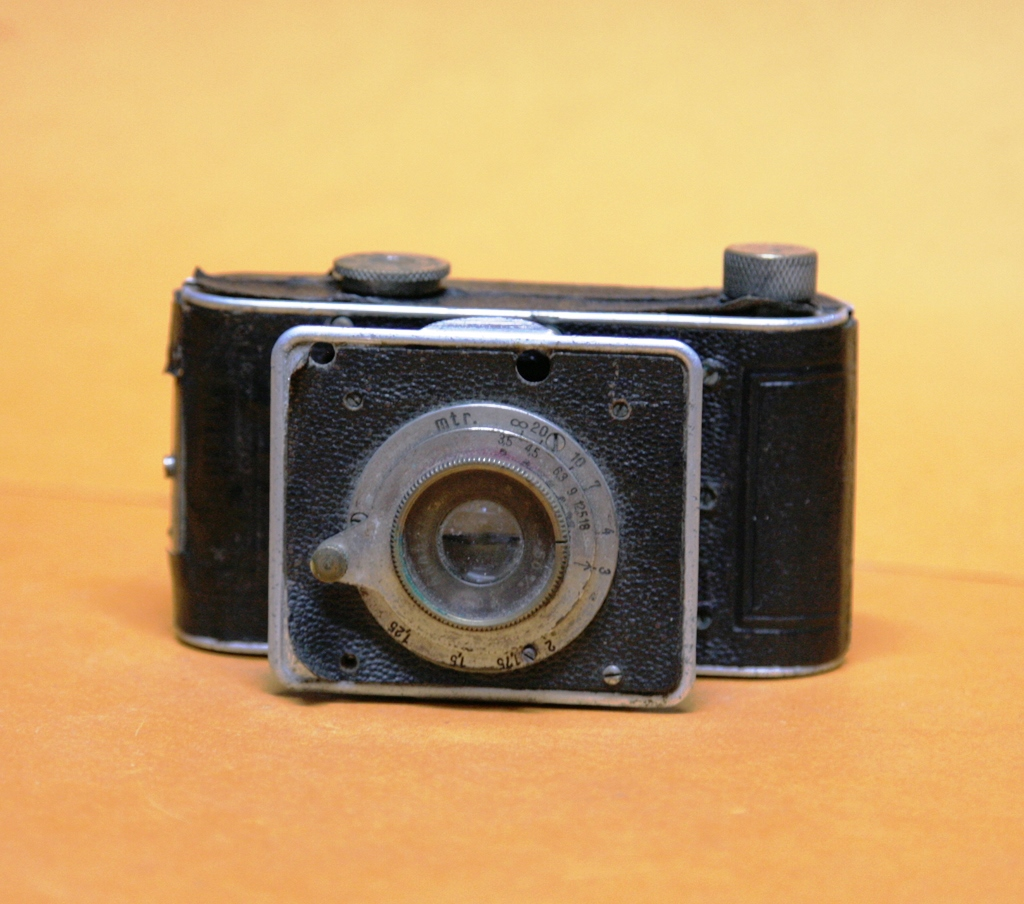
Foth Derby[2] I mancante di mirino
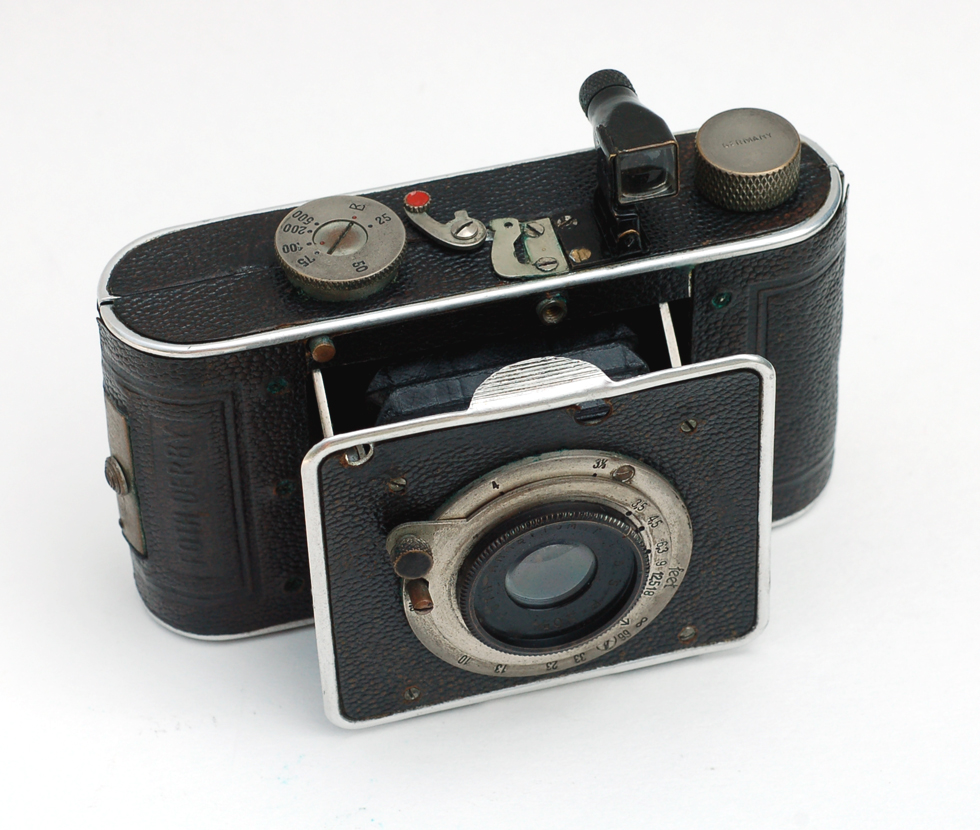
Foth Derby